# Adrian Petre
Adrian Tabarcea Petre (Arad, 11 febbraio 1998) è un calciatore rumeno, attaccante del Concordia Chiajna.

## Caratteristiche tecniche
È un centravanti.

## Carriera

### Club
Cresciuto nelle giovanili dell'UTA Arad, ha esordito in prima squadra il 5 settembre 2014 in occasione del match vinto 1-0 contro l'Universitatea Cluj.
Il 3 ottobre 2020 viene ceduto dall'FCSB al Cosenza per la stagione 2020-2021.
Dopo avere trovato poco spazio in Calabria, il 7 febbraio 2021 L'FCSB lo cede nuovamente in prestito, questa volta all'UTA Arad, club in cui ha mosso i primi passi tra i professionisti.

### Nazionale
Con la Nazionale Under-21 rumena ha preso parte a 2 incontri di qualificazione al Campionato europeo di calcio Under-21 2019.